# Melanoxanthus vicinus
Melanoxanthus vicinus is een keversoort uit de familie kniptorren (Elateridae). De wetenschappelijke naam van de soort is voor het eerst geldig gepubliceerd in 1916 door Fleutiaux.